# Miopia
La miopia, (del grec μύω, "contraure (els ulls)", i ὄψ, "ull"), és una ametropia en la qual hi ha una bona visió dels objectes propers, però no dels objectes llunyans. Les persones que la pateixen es diuen miops o, en termes col·loquials, curtes de vista. Així doncs, es produeix un enfocament anormal de la llum que entra a l'espai ocular. Això provoca una visió borrosa dels objectes situats a llarga distància.
L'ull miop enfoca els objectes per davant de la retina, per un augment relatiu de la longitud de l'ull (miopia axial), que és la més freqüent, o bé per un augment de la refracció dels seus elements interns (miopia refractiva).
La miopia axial és la més nombrosa, comença generalment a la infantesa o la pubertat i acostuma a augmentar fins als 20-24 anys. Pot passar que els nens que pateixen miopia no s'adonin del seu defecte, ja que mai han vist nítidament. Per això moltes vegades acluquen els ulls per veure-hi millor. A vegades no en són conscients, i es pensen que no hi veuen clar perquè està massa lluny.
L'evidència testimonial indica que el risc de miopia es pot disminuir fent que els infants passin més temps fora. Aquesta disminució del risc pot estar relacionada amb l'exposició natural a la llum. La miopia es pot corregir amb ulleres, lents de contacte o mitjançant cirurgia refractiva. Les ulleres són el mètode de correcció més senzill i segur. Les lents de contacte poden proporcionar un camp de visió corregit relativament més ampli, però s'associen amb un major risc d'infecció. Les cirurgies refractives com LASIK i PRK canvien permanentment la forma de la còrnia. Cirurgies com la ICL implanta una lent a l'interior de la cambra anterior, davant de la lent natural de l'ull. La cirurgia ICL no afecta la còrnia.
La miopia és el problema ocular més comú i s'estima que afecta 1.500 milions de persones (22% de la població mundial). Aquest nombre, però, va en augment i un estudi de l'Acadèmia Americana d'Oftalmologia preveu que pel 2050 un 50% de la població en desenvoluparà. Les taxes entre adults oscil·len significativament entre el 15% i el 49%. Entre els nens, afecta l'1% dels nepalesos rurals, el 4% dels sud-africans, el 12% de la població als Estats Units, i el 37% en algunes grans ciutats xineses. A l'Estat Espanyol 6 de cada 10 joves són miops i segons un estudi de l'associació "Visión y vida" la generació de Natius digitals (nascuts després dels 2000) és més miop en graduació i des de més jove. La proporció de noies amb miopia arreu del món és lleugerament més alta que amb els nois.
La miopia no corregida és una de les causes més comunes de deteriorament de la visió a nivell mundial juntament amb cataractes, degeneració macular i deficiència de vitamina A.

## Etimologia
El terme miopia origina al Grec koiné: μυωπία myōpia 'curta visió' i μυωπίασις (myōpiasis) 'curta visibilitat'. Es deriva del grec antic μύωψ (myōps) '(home) amb visió curta', (home) amb els ulls tancant-se', de μύειν (myein) 'tancar els ulls' i ὤψ (ōps) 'ull, mirada, vista' (GEN ὠπός (ōpos)). El contrari de la miopia és hipermetropia, o visió de lluny.

## Epidemiologia
La miopia és una alteració ocular que pot afectar tant als homes com a les dones. La seva prevalença varia segons la zona geogràfica. Aquesta, segons un estudi, es pot classificar en zones occidentals, asiàtics i en vies de desenvolupament.
La seva prevalença en països en via de desenvolupament és, d'aproximadament, entre un 2 i 10%. Aquesta és més elevada en països occidentals entre un 20%-30% de la població i, molt més elevada en països asiàtics.
Concretament, en el cas d'Espanya, un estudi valencià, amb una mostra de 7621 persones, va demostrar que hi havia una prevalença d'un 21,2% de la població amb una franja d'edat de 3 a 93 anys. La franja d'edat amb més casos de miopia va ser entre els 20 i 35 anys.

## Simptomatologia
El principal símptoma de la miopia és l'alteració de la visió dels objectes de lluny. Aquesta és una visió borrosa però, amb una bona visió dels objectes propers. En l'examen de fons d'ull, el nervi òptic sembla estar inclinat i mostra una superfície escleròtica. La màcula tindrà alguns canvis en la seva pigmentació de la retina i, a vegades, s'hi poden observar hemorràgies subretinials.
La simptomatologia es detecta en edat infantil, ja que, els infants no poden veure correctament la pissarra o llegir un llibre. Altres signes i símptomes que poden aparèixer són: cefalea i tensió ocular.

## Classificació

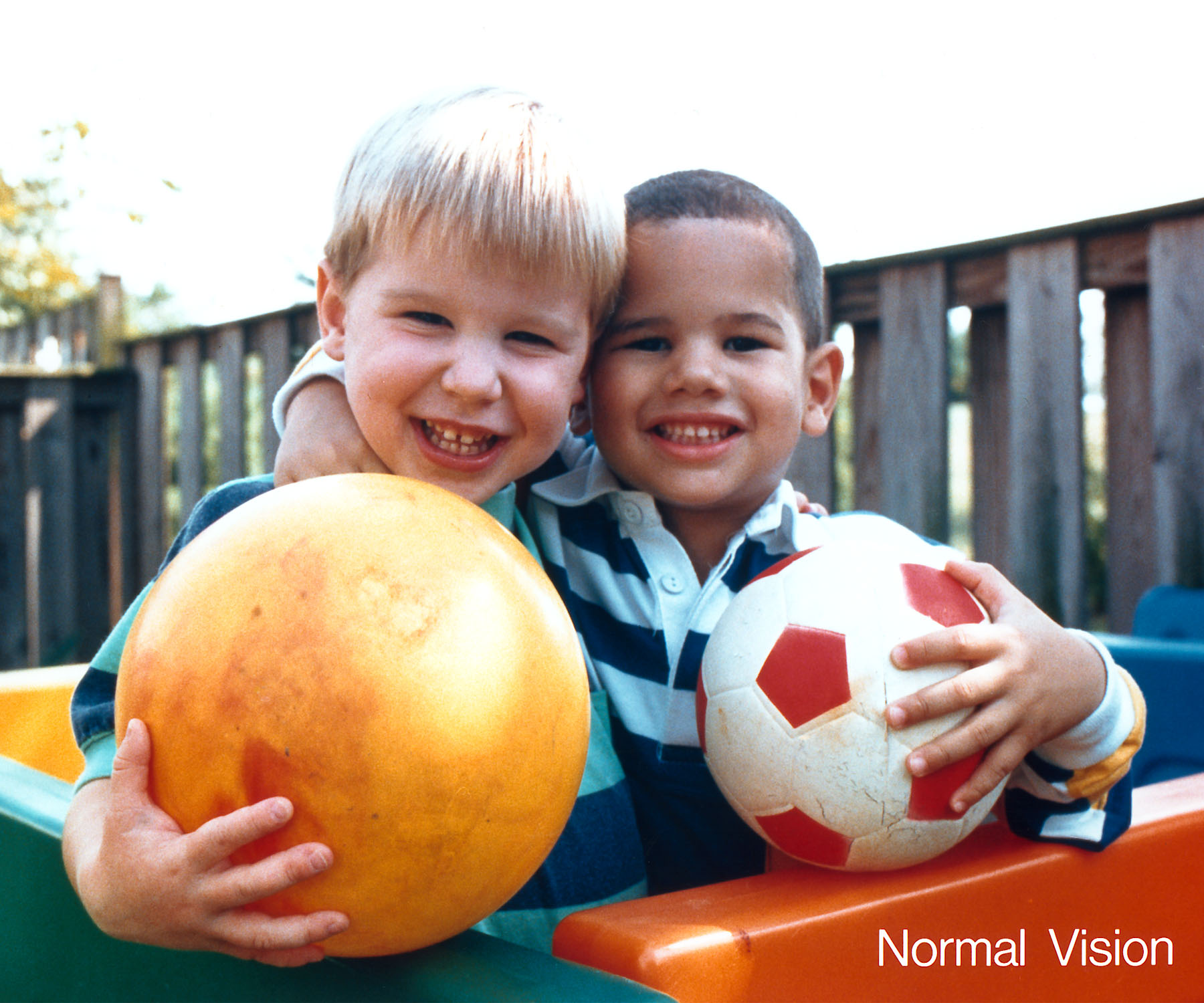
Visió normal

Hi ha diferents classificacions de la miopia, però, la més utilitzada és: la miopia simple i la miopia patològica.
La miopia simple fa referència al fet que la graduació no passa de les 5 o 6 diòptries i l'evolució és fins als 22 o 24 anys aproximadament. Referent a la miopia patològica, també coneguda amb els noms de miopia magna o miopia progressiva, fa referència a la presència de 6 o més diòptries. Aquesta apareix durant la infància i progressa ràpidament.

## Complicacions

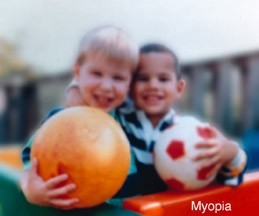
Visió d'una persona amb miopia

Un mal tractament de la miopia pot desencadenar tota una sèrie de complicacions. A més a més, les persones amb una miopia més elevada tenen més possibilitats de desencadenar malalties oculars i complicacions. Algunes d'elles són: glaucoma, cataracta, despreniment de retina, maculopatia i Taca de Fuchs.
El glaucoma fa referència a un increment de la pressió intraocular i és la principal causa de ceguera als Estats Units. Hi ha diferents tipus de glaucoma: angle obert, angle tancat, congènit i secundari.
Les cataractes són una malaltia ocular que consisteix en l'opacitat de la lent o de la càpsula del cristal·lí de l'ull, que impedeix el pas dels raigs de llum. S'anomena així a tota pèrdua de transparència del cristal·lí. També és coneguda per facosclerosi.
El despreniment de retina és una malaltia ocular que es pot desencadenar a qualsevol edat. La retracció del cos vitri pot desencadenar el despreniment. L'envelliment és un factor important en aquesta patologia cosa que pot desencadenar l'aprimament i deteriorament de la retina.
La maculopatia és una malaltia que afecta la màcula i genera pèrdua de visió.

## Prevenció
Actualment, tot i que no és possible prevenir del tot la miopia, existeixen una sèrie de pràctiques que poden protegir contra la seva aparició o evitar el seu increment: Reduir les activitats que requereixin una visió de prop, fomentar un estil de vida sa, passar temps a l'aire lliure, mantenir una il·luminació correcta, disminuir l'ús de les lents, són exemples de petits hàbits que tothom hauria d'incorporar en la seva vida. Un altre exercici que ajuda a no forçar la vista és el de la regla de 20 20 20, que consisteix a descansar la vista durant 20 segons a una distància de 6 metres cada 20 minuts d'esforç ocular.

## Pronòstic
El pronòstic de les persones afectades de miopia és bo si s'aplica un bon tractament amb ulleres o lents de contacte. En els casos dels infants, un mal tractament, pot comportar dificultats educatives i socials.

## Tractament
El tractament de la miopia pot variar en funció del nombre de diòptries i del tipus de miopia que la persona presenti, existeixen dues maneres:
Mètodes conservadors:
Ús d'ulleres: És un tractament pal·liatiu per alleujar els símptomes. Es recomana a nens i adults menors de 20 anys, però no corregeix l'origen del problema.
Ús de lents de contacte: Igualment que les ulleres, no ofereixen una manera definitiva de corregir la miopia, no obstant això, és una manera més estètica de corregir la miopia a més de millorar la visió lateral.
Mètode quirúrgic
La cirurgia pel tractament de la miopia és l'única opció de corregir aquesta condició de forma definitiva. No obstant això, no totes les persones miops són candidates a aquesta operació, ja que cal tenir més de 21 anys, que la visió curta no continuï incrementant i que no es tinguin més de 8 diòptries.
El mètode quirúrgic emprat habitualment és la cirurgia LASIK. Es tracta d'un procediment ambulatori que es porta a terme sota anestèsia tòpica per poder aixecar la capa superficial de l'ull que cobreix la còrnia amb un instrument conegut amb el nom de microqueratom. Una vegada que la còrnia queda exposada s'aplica el làser sobre aquesta per corregir el defecte en la curvatura.
Quan el làser és activat el procediment dura menys d'1 minut, es renta la còrnia i es col·loca de nou la capa que la recobreix. En vista que no calen sutures i tota la cirurgia dura menys de 20 minuts, el procés de recuperació és bastant senzill i la persona pot tornar a casa el mateix dia.